# Villefavard
Villefavard (tiếng Occitan: Vile Favart) là một xã của tỉnh Haute-Vienne, thuộc vùng Nouvelle-Aquitaine, miền trung nước Pháp.